# Aéroport de Matahora
L’aéroport de Matahora (Bandar Udara Matahora) (code IATA : WNI • code OACI : WAWD) est un aéroport situé sur l'île de Wangi-Wangi dans l'archipel des Wakatobi, dans la province indonésienne de Sulawesi du Sud-Est. C'est un point d'entrée au parc national marin de Wakatobi.
Sa construction a commencé en 2007, avec un investissement de 100 milliards de rupiah (environ 6 millions d'euros) du gouvernement provincial. Il a été inauguré en 2009.
Une nouvelle aérogare de 1 524 m2 a été inaugurée en 2016. Le président Joko Widodo a annoncé que l'aéroport deviendrait international en 2019.

## Compagnies
Wings Air, une filiale de Lion Air, est pour l'instant la seule compagnie à desservir l'aéroport, avec un vol quotidien assuré par un ATR 72-500.
Garuda Indonesia est en cours de négociation avec le gouvernement du kabupaten de Wakatobi pour ouvrir une liaison, mais cette négociation achoppe sur le montant de la subvention.
| Compagnies                         | Destinations                                 |
| ---------------------------------- | -------------------------------------------- |
| Garuda Indonesia opéré par Explore | Kendari-Haluoleo                             |
| Wings Air                          | Kendari-Haluoleo, Makassar-Sultan-Hasanuddin |

Édité le 01/03/2018